# Evangelion - Detective Shinji Ikari
Evangelion - Detective Shinji Ikari (新世紀エヴァンゲリオン 碇シンジ探偵日記?, Shin seiki Evangerion - Ikari Shinji tantei nikki, lett. "Il diario da detective di Shinji Ikari") è un manga spin-off di Neon Genesis Evangelion, scritto e disegnato da Takumi Yoshimura, che vede Shinji Ikari nei panni di un detective. È stato tratto da un videogioco, Meitantei Evangelion (名探偵エヴァンゲリオン?, Meitantei Evangerion, lett. "Detective Evangelion"), uscito nel 2007 (la cui uscita è stata rimandata più volte dall'uscita originaria, programmata nel 2006) per PlayStation 2.
È stato pubblicato da Kadokawa Shoten sulla rivista Monthly Asuka dal 24 febbraio al 24 novembre 2010. In Italia è pubblicato da Panini Comics sulla collana Manga Top: il primo volume è uscito il 27 luglio 2013, mentre il secondo e ultimo albo il 26 settembre 2013.

## Trama
Trascinato dall'amico Tōji Suzuhara, Shinji Ikari si trova costretto a rivolgersi all'Agenzia Investigativa Kaji, e senza rendersene conto finisce per indagare su un caso misterioso insieme a un ragazzo di nome Kaworu Nagisa.

## Volumi
| Nº | Titolo italiano Giapponese 「Kanji」 - Rōmaji                                                                                                 | Data di prima pubblicazione            | Data di prima pubblicazione |
| Nº | Titolo italiano Giapponese 「Kanji」 - Rōmaji                                                                                                 | Giapponese                             | Italiano                    |
| 1  | Evangelion - Detective Shinji Ikari 1 「新世紀エヴァンゲリオン 碇シンジ探偵日記 第1巻」 - Shin seiki Evangerion - Ikari Shinji tantei nikki 1 | 26 giugno 2010 ISBN 978-4-04-854494-8  | 27 luglio 2013              |
| 2  | Evangelion - Detective Shinji Ikari 2 「新世紀エヴァンゲリオン 碇シンジ探偵日記 第2巻」 - Shin seiki Evangerion - Ikari Shinji tantei nikki 2 | 26 gennaio 2011 ISBN 978-4-04-854590-7 | 28 settembre 2013           |